# Caleta Camarones
Caleta Camarones es una localidad y caleta pesquera ubicada en la comuna de Camarones, perteneciente a la Provincia de Arica, en el extremo suroeste de la Región de Arica y Parinacota, Chile.
Aquí es donde concluye el valle de Camarones, en la desembocadura del río Camarones al océano Pacífico. La localidad se encuentra en la ribera sur de dicho río, al suroeste de Cuya. Su principal actividad económica es la pesca, contando con un pequeño muelle donde es posible observar las faenas propias del embarque y desembarque de productos del mar.

## Atractivos turísticos

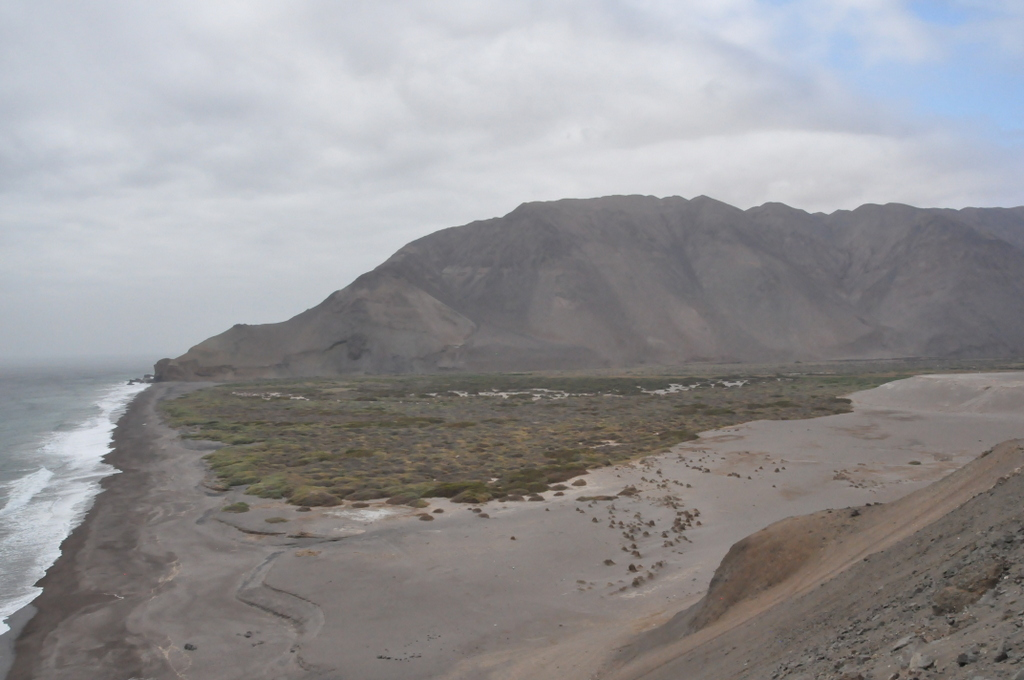
Playa y humedal de Caleta Camarones.

- Escultura Monumental Cultura Chinchorro: La obra fue instalada el año 2010 como parte de las celebraciones del Bicentenario de la República mide cuatro metros y medio de alto y pesa ocho toneladas, está ubicada al borde de un acantilado y en las proximidades de los sitios arqueológicos Camarones 14 y 15. La obra fue inaugurada por Iván Romero Menacho, alcalde de Camarones, y constituye el primer proyecto que pretende poner en valor la cultura Chinchorro tanto en Chile como a nivel mundial, pues se encuentra desde el año 1998 en la lista indicativa de la Unesco como Patrimonio de la Humanidad. La escultura ubicada en Caleta Camarones pertenece a la escultora regional Paola Pimentel.[2][3]

- Playa de Camarones: Es una pequeña y bonita playa, extendiéndose desde la desembocadura del río hasta el muelle de pescadores. En la desembocadura del río Camarones, se forma una pequeña laguna rodeada de pastizales, donde se pueden observar patos. La playa no es apta para el baño pero se puede acampar. Es especial para la pesca y también para quienes practican el buceo. El sector de la desembocadura del Río Camarones está considerado como un sitio prioritario para la conservación de la biodiversidad.[4]

## Demografía
| Localidad        | Categoría | Población (censo 2002) | Población masculina | Población femenina | Viviendas (censo 2002) |
| ---------------- | --------- | ---------------------- | ------------------- | ------------------ | ---------------------- |
| Caleta Camarones | Caserío   | 44                     | 25                  | 19                 | 28                     |

## Accesibilidad
Caleta Camarones se accede a través de la Ruta A-376, camino que une el muelle con el poblado de Caleta Camarones y la localidad de Cuya junto a la ruta 5, esta última es la capital administrativa de la comuna de Camarones. Tiene un total de 10 kilómetros y fue pavimentado el año 2013 por motivos de conectividad regional, facilitar las labores de pesca y para proyectar el desarrollo turístico del borde costero. Actualmente la Caleta Camarones se encuentra sólo a dos horas en vehículo desde la ciudad de Arica.
El muelle de pescadores cuenta actualmente con una moderna grúa para facilitar las labores de los pescadores y podrá potenciar el desarrollo de la actividad turística en el borde costero.